# Stenocercus iridescens
Stenocercus iridescens — вид ігуаноподібних ящірок родини Tropiduridae. Мешкає в Південній Америці.

## Поширення і екологія
Stenocercus iridescens мешкають на західних схилах Анд і на прилеглих низовинах в Еквадорі, а також на крайньому південному заході колумбійського департамента Нариньйо та на північному заході Перу. Вони живуть в сухих і вологих тропічних лісах та на бананових плантаціях. Зустрічаються на висоті до 2000 м над рівнем моря.